# 스센지촌
스센지촌(周船寺村)은 일본 후쿠오카현 이토시마군에 설치되었던 촌이다. 현재의 후쿠오카시 니시구 스센지에 해당한다.